# قطعنامه ۱۳۹۳ شورای امنیت
قطعنامه ۱۳۹۳ شورای امنیت سازمان ملل متحد که در تاریخ ۳۱ ژانویه ۲۰۰۲ تصویب شد، سندی بین‌المللی دربارهٔ بررسی وضعیت در گرجستان است. این قطعنامه طی نشست ۴۴۶۴ام با ۱۵ رای موافق، ۰ مخالف و ۰ ممتنع تصویب شد.